# Ома (Япония)
Ома (яп. 大間町 О:ма-мати) — посёлок в Японии, находящийся в уезде Симокита префектуры Аомори. Площадь посёлка составляет 52,06 км², население — 5868 человек (1 августа 2014), плотность населения — 112,72 чел./км².

## Географическое положение
Посёлок расположен на острове Хонсю в префектуре Аомори региона Тохоку. С ним граничат города Муцу, Хакодатэ и сёла Кадзамаура, Саи.

## Население
Население посёлка составляет 5868 человек (1 августа 2014), а плотность — 112,72 чел./км². Изменение численности населения с 1980 по 2005 годы:
| 1980 | 7624 чел. |  |
| 1985 | 7487 чел. |  |
| 1990 | 7125 чел. |  |
| 1995 | 6606 чел. |  |
| 2000 | 6566 чел. |  |
| 2005 | 6212 чел. |  |

## Символика
Деревом посёлка считается Pinus thunbergii, цветком — Rosa rugosa, птицей — сизая чайка.